# Tinder
Tinder中文俗稱聽的，是2012年推出的一款在线约会和定位交友应用程序。在Tinder，用户可以在个人资料中上传他们的照片、简介和兴趣等个人资料，并对他人的个人资料右滑表示喜欢，或左滑表示不喜欢。Tinder使用双选机制，这一机制亦被称为“匹配”，只有两名用户都喜欢对方的个人资料，二者才能进行对话。
在2022年，Tinder有1,090万订阅者和7,500万月活躍用戶。截至2021年，Tinder在全球共录得超过6,500万配对。

## 历史

### 2012年－2013年：背景与开发
2012年1月，肖恩·拉德成为了一款信用卡忠诚度应用程序Cardify的总经理。2月16日，拉德和工程师乔·穆诺兹（Joe Munoz）在美国加利福尼亚州洛杉矶县西好莱坞的一个黑客松开发了Tinder的原型产品“MatchBox”。3月，产品的共同创建者乔纳森·巴丁（Jonathan Badeen）与克里斯托弗·库左斯基（Chris Gulczynski）加入了Cardify。5月，在Cardify进行苹果App Store的审批流程时，团队将重点放在了MatchBox上。同一时期，贾斯汀的妹妹亚历克萨·马丁（Alexa Mateen）和她的朋友惠特尼·沃爾夫加入了Cardify。
2012年8月，Cardify项目被正式废弃。而由于意识到“MatchBox”这个名称与Match.com过于相似，拉德与产品的早期员工将公司名称改为“Tinder”，但产品火焰主题的标志在更名后仍旧得到了保持。同时，产品的共同创建者贾斯汀·马汀（Justin Mateen）也加入了公司。9月，Tinder在App Store针对一些大学軟上線，并随后迅速流传开来。
Tinder的选择功能最初是基于点击的，后来演变为产品的滑动功能。拉德和马丁对游戏化产品比较感兴趣，在两人在一副纸牌上对该功能进行建模后，两人便建立了该功能。后来，马丁在浴室镜子的一次测试中简化了这个功能。而Tinder也常被认为促成了应用程序的滑动功能兴盛。

### 2014年－2016年：用户增长
截至2014年10月，Tinder用户每天完成超过10亿次滑动，每天产生约1200万个匹配。而当时Tinder的普通用户每天在该应用上花费的时间一般约为90分钟。
拉德在2015年3月离任Tinder首席执行官，由eBay和微软的前高管克里斯·佩恩（Chris Payne）接任。但8月，拉德回归了这一职位。
2015年，Tinder发布了“倒回”功能和“Super Like”功能，并停止支持“时刻”和“最近活跃”功能。2016年9月，Tinder在澳大利亚开始测试“Boost”功能。该功能10月面向所有用户上线。2016年11月，Tinder推出了更多性别选择选项。
在2016年，Tinder是美国最受欢迎的约会应用程序，占据月度用户25.6%的市场份额。

### 2017年－2019年：合并与发展
2017年3月，Tinder启动了Tinder Online项目，对应用程序开发了针对网页的优化版本。起初，这一项目只在阿根廷、巴西、哥伦比亚、印度尼西亚、意大利、墨西哥、菲律宾和瑞典可用，并且没有“Super Like”和“Boost”等特殊功能。2017年9月，Tinder Online开放全球使用。在发行网页版本的过程中，Tinder开始采取法律行动，关闭提供网络扩展以从桌面计算机使用Tinder的第三方应用程序。
2017年7月，Match Group以约30亿美元的价格与Tinder合并。8月，Tinder推出了一项额外的订阅服务Tinder Gold，该服务允许订阅者查看哪些用户“倒回”，而无需提醒这些用户。Tinder Gold迅速成为公司的一大收入来源，使Match Group的总收入较2019年提升了19%。收入和利润的增长是由于 Tinder的付费会员数量创纪录地增加了47.6万人，总付费会员超过了250万。2019年8月7日，Tinder订阅用户的增长让Match Group的股价创下历史最高单日涨幅，让Match Group的市值增加了50亿美元。
2017年，Tinder的年收入为4.03亿美元，占Match Group2017年12.8亿美元年收入的31%。这一年，Tinder也正式超越Netflix成为App Store最高营收的应用程序。
2018年8月21日，Tinder推出了Tinder University功能，该功能允许大学生与校园内的学生以及附近学校的其他学生进行联系。2019年10月，Tinder推出了“Swipe Night”互动功能，允许用户可以根据故事情节做出决定。该功能原定于2020年3月全球发行，但由于2019冠状病毒病疫情推迟到了9月。

### 2020年至今：疫情与后续
2020年1月，Tinder管理部门启用了紧急按钮和反钓鱼交友技术，以提高美国用户的安全。未来，这些功能计划在全球范围内提供。如果约会出现问题，用户可以按下紧急按钮、传输准确的位置数据并呼叫紧急服务。要使用此功能，用户必须下载并安装Noonlight应用程序。此外，在参加约会之前，用户需要自拍，以证明Tinder个人资料中的照片与真实身份相符。2021年3月，Tinder在投资一家“收集公共记录和暴力或虐待报告，包括逮捕、定罪、限制令、骚扰和其他暴力犯罪行为”的公司嘉宝（Garbo）后，宣布推出一项服务，让用户在对潜在匹配对象进行背景调查。8月，Tinder宣布推出身份验证服务，以减少平台上的钓鱼交友现象。2023年，Tinder推出了一项新功能：Tinder Matchmaker。这一功能运行用户的朋友和家人们访问他们的Tinder帐户并为他们推荐潜在的配对者。根据Tinder的说法，Tinder Matchmaker功能的增加可以使在线约会更加安全。
为了应对全球新冠肺炎疫情，Tinder于2020年3月暂时向全球所有用户免费提供Passport功能，让用户可以浏览全球各地其它用户的资料。此前，只有购买了订阅的用户才能使用此功能。2021年3月，Tinder向一些成功匹配者发放了新冠检测工具，以鼓励用户在面对面约会时负起责任。
2020年8月，Tinder公布了Tinder Platinum计划，该计划让用户能够以比Tinder Gold更高的价格获得更多功能。2021年2月，Tinder宣布将推出名为“Tinder Made”的手机配件系列。
2020年9月1日，巴基斯坦政府以打击“不道德内容”为由封禁Tinder。2023年5月，Match Group宣布计划限制Tinder在俄罗斯的访问，并在2023年6月30日之前退出俄罗斯市场，理由是保护人权。这使Tinder成为俄羅斯入侵烏克蘭后离开俄罗斯的西方公司之一。最终，Tinder在预定的日期退出俄罗斯。作为回应，一群俄罗斯人在索契举办了一场模拟葬礼。身穿黑衣的哀悼者通过Tinder分享了他们的故事和经历，并将红色康乃馨放在智能手机形状的模拟墓碑上。2024年2月14日，Tinder在白俄罗斯亦停止服务。
2024年1月，Match Group任命费伊·约索塔鲁诺（Faye Iosotaluno）为Tinder的新任首席执行官。

## 外部連結
- 官方网站